# Dagmara Slijanowa-Mizandari
Dagmara Lewanowna Slijanowa-Mizandari (ros. Дагмара Левановна Слиянова-Мизандари, gruz. დაგმარა სლიანოვა-მიზანდარი, ur. 28 grudnia 1910 w Tyfilisie lub Kutaisi, zm. 23 listopada 1983 w Tbilisi) – radziecka kompozytorka pochodzenia gruzińskiego.

## Życiorys
Jej krewnym był pianista Aloiz Mizandari. Studiowała w konserwatorium w Tyfilisie u Michaiła Bagrinowskiego, Piotra Riazanowa, Any Tulaszwili, ukończyła studia z fortepianu w 1933 roku, natomiast z kompozycji w 1935 roku. Była asystentką prof. Sargisa Barchudarjana w latach 1938–1943. Uczyła teorii muzyki w 10-letniej szkole muzycznej w Tblilisi im. Zakarii Paliaszwiliego w latach 1938–1983. Pracowała w Państwowym Konserwatorium w Tbilisi w latach 1964–1983 na stanowisku adiunkta, wykładała kompozycję i teorię muzyki. Uzyskała tytuł kandydata nauk w 1964 roku na podstawie rozprawy poświęconej gruzińskim pieśniom ludowym.
Należała do Związku Kompozytorów Gruzji. Została pochowana na cmentarzu Wake w Tbilisi.

## Twórczość
Komponowała muzykę orkiestrową i kameralną. Wybrane dzieła:
- Poemat heroiczny (1935)[2]
- 5 utworów dziecięcych (1935)[2]
- 3 preludia (1937)[2]
- Koncert na flet i orkiestrę (1938)[2]